# Літературна дискусія 1925–1928
Літературна дискусія 1925—1928 років — публічне обговорення шляхів розвитку, ідейно-естетичної спрямованості та завдань нової української радянської літератури, місця і ролі письменника в суспільстві.
Дискусія виникла через глибокі розходження у розумінні природи і мети художньої творчості серед українських письменників, ідейну і політичну конкуренцію літературних організацій. Приводом до неї стала стаття Миколи Хвильового «Про „сатану в бочці“, або про графоманів, спекулянтів та інших просвітян», яка була спрямована проти низькопробної «червоної графоманії», що була написана у відповідь на виступ «Про критику і критиків у літературі» початківця Григорія Яковенка.
Активну участь у дискусії взяли літературні організації «Гарт», «Плуг», «Ланка»-МАРС, пізніше ВАПЛІТЕ і ВУСПП, письменники і громадські діячі Микола Хвильовий, Микола Зеров, Андрій Хвиля, Сергій Пилипенко, Олександр Дорошкевич, Самійло Щупак, Микола Скрипник та ін. У ході дискусії було опубліковано понад 1000 статей. Найбільш резонансними були памфлети Миколи Хвильового «Апологети писаризму», «Україна чи Малоросія», «Думки проти течії», Миколи Зерова «До джерел».
Величезні аудиторії зібрали диспути у Всенародній бібліотеці України в Києві 24 травня 1925 та в Будинку ім. Василя Еллана-Блакитного в Харкові 21 лютого 1928 року. В складних умовах наступу компартії на духовно-національне відродження й творчу думку виникла літературна дискусія 1925—1928 рр., в ході якої порушувалось багато питань: ставлення до класичної спадщини, яку пролеткультівці відкидали, прикриваючись лівими (марксистськими) фразами, проблему традицій і новаторства, шляхів розвитку нового мистецтва.
Але центральним питанням було: бути чи не бути українській літературі як самобутньому мистецькому явищу в контексті світового духовного розвитку.
Дискусія мала також політичний аспект — літературну критику використовували для звинувачення опонентів в ідеологічних ухилах. Дискусія засвідчила нову розстановку мистецьких сил. Після «зречення» Миколи Хвильового і «саморозпуску» ВАПЛІТЕ провідні ролі в літературному процесі відігравали ставленики партійного апарату.
В ході дискусії було сформульовано гасла «Геть від Москви!» та «Дайош Європу!»

## Передумови

### Політично-соціальні
Революція 1917 року та поразка УНР суттєво змінили загальну парадигму мислення. Зі зміною політичної системи з'явилась потреба у культурі, яка б обслуговувала і осмислювала цю систему. Тоталітарний характер нововстановленої більшовицької влади так чи інакше передбачав підконтрольність нової культури політичній системі.
У 20-х роках більшовицька влада розпочала політику коренізації, частиною якої на українських землях була українізація. В її рамках відбувалася т. зв. «ліквідація неписьменності», яка забезпечила початкову освіту для селян та пролетаріату, які приїжджали до міста на роботу. Це призвело до зростання письменності широких мас.
В основі політики коренізації лежала потреба більшовицької влади легітимізувати своє правління на територіях новоствореного Радянського Союзу. Проукраїнська політика (у мовному й культурному сенсі) була одним із ключових аспектів. Таким чином більшовики наче протиставляли себе попередньому імперському ладу з його репресивною центристською політикою.
Літературну опору нового ладу партія вбачала у новоосвічених людях, котрі ставали письменними, проте не здобували достатньої культурної бази для засвоєння та переосмислення попередньої традиції. Процес опанування культурного досвіду. Партії було потрібне централізоване творення культури: угруповання, спілки, об'єднання, які легше було б контролювати. Молоді селянські та пролетарські письменники масово вступали до таких об'єднань, щоб заручитися підтримкою та протекторатом партії, яка гарантувала їм легке входження в літературу без огляду на якість їхніх текстів.

### Економічні
Література дискусія в часі приблизно збігалася із НЕПом. Це можна пояснити бажанням влади дати свободу створити все, що створиться, а тоді відсіяти невигідне їй. НЕП передбачав відновлення народного господарства і подальший перехід до соціалізму. Такі самі зміни повинні були відбутися і в літературі: вона мала працювати на замовлення партії й оспівувати вигоди соціалізму. Нова радянська література не повинна була зважати на такі несуттєві романтичні поняття, як Геній, талант чи натхнення; масовий письменник ставав на рівних із працівником заводу чи колгоспу, його твори повинні були мати визначені партією форму та ідеологічне наповнення. Значно зросли обсяги книгодрукування, проте для того, щоб стати успішним і надрукованим, треба було бути учасником угруповання і пропагувати політику партії. Це немало вплинуло на зміст тогочасної масової літератури.
З іншого боку, НЕП був порівняно ліберальною політикою і не вводив настільки жорсткої цензури (особливо попередньої), що дозволяло видавати і розповсюджувати літературу різних спрямувань. В таких умовах дискусія могла існувати як така.

### Культурні
До 1918 року не стало літераторів, які визначали культурний клімат в Україні: померли Леся Українка, Іван Франко, Михайло Коцюбинський, Іван Нечуй-Левицький, виїхали на еміґрацію Володимир Винниченко, Олександр Олесь, Володимир Самійленко. Ті, хто продовжували писати, були не настільки значними літературними постатями (Степан Васильченко, Гнат Хоткевич, Христя Алчевська, Олена Пчілка, Чайка Дніпрова). Але 1917 рік розбудив соціальну та національну свідомість України, розкрив перед нею широкі перспективи духовного розвитку як рівної серед рівних між усіма цивілізованими країнами світу.
Молоді літератори намагалися створити нове мистецтво, суголосне пролетарській революції. На певному рівні всі розуміли, що нову літературу потрібно творити згідно з революційними гаслами та можливостями, які вона принесла, проте у всіх були свої погляди на те, що саме вона може дати і як саме література повинна їй відповідати.
Пролетарські письменники почувалися у невигідній стартовій позиції порівняно з поколінням високоосвіченої інтеліґенції. Грицько Яковенко навіть звинувачував «сивочолих олімпійців» (Дорошкевича та Хвильового) у тому, що вони утискають пролетарську молодь. Представникам цієї молоді треба було заявити про себе та сформулювати свій погляд на завдання та методи нової літератури.
Досить важливий вплив справила теорія боротьби двох культур, запропонована Дмитром Лебедем на противагу політиці українізації. Він стверджував, що російська культура сильніша й має більший потенціал за українську і повинна врешті-решт її поглинути або пригнобити. Ця теорія не в останню чергу спричинилася до пошуків європейського вектору, до формулювання тези про те, що українська культура — це не вторинний продукт російської і не її наслідування.

## Історія літературної дискусії

### Початок
30 квітня 1925 року в додатку «Культура і побут» до газети «Вісті ВУЦВК» вийшла стаття Миколи Хвильового «Про „сатану в бочці“, або про графоманів, спекулянтів та інших „просвітян“». Це була відповідь на виступ початківця-новеліста Григорія Яковенка «Про критику і критиків у літературі».

### Згортання
Зі згортанням НЕПу та зміною політичного курсу партії зменшилися можливості до вільної дискусії про шляхи розвитку та завдання літератури. Цензура ставала все помітнішою і все більш репресивною та однозначною. На початку 30-х почалися залякування та арешти, закривалися часописи та видавництва, які не відповідали замовленням партії. Велика літературна ріка 20-х років зміліла до тонкого струмка. 1928 року «самоліквідувалася» ВАПЛІТЕ, 1929 — закрився альманах «Літературний ярмарок», всього 9 місяців протривало угруповання «Пролітфронт». 23 квітня 1932 року під приводом недостатнього зв'язку з письменницькими масами й зловживань вузькогруповою політикою влада розпускає так звані пролетарські, а разом з ними й усі інші письменницькі організації. Натомість було створено Всесоюзну спілку радянських письменників з виразно комуністичною ідеологією. На чолі Спілки поставили Максима Горького. Українських письменників суворо підпорядкували російському центру. 1933 року арештували Михайла Ялового — першого президента ВАПЛІТЕ. У травні застрелився Микола Хвильовий. 1934 року партія офіційно заявила про перехід літератури на рейки соціалістичного реалізму.

## Сторони дискусії
24 травня 1925 року в Українській Академії Наук з приводу першого «Листа до молодої молоді» Хвильового відбувся диспут, в якому взяли участь письменники, науковці та критики. Він сприймається як перша, ще не зовсім смілива спроба плюралізму – обов'язкової риси цивілізації, однієї з інтелектуальних основ соціалізму. Розмова будувалася переважно навколо тези «ЄВРОПА ЧИ ПРОСВІТА?»
Думки розділилися, проте всі погодилися на тому, що дискусія була на часі. Михайло Могилянський записав у спогадах: «…Вражіння від статті Хвильового подібне до того, ніби в кімнаті, де було душно, відчинили вікна, і легені відчули раптом свіже повітря». Михайло Доленго також прокоментував: «…віє свіжим молодим вітром, вітром дискусії».

#### Дві точки зору на розвиток мистецтва пожовтневої доби
- Духовно збагачена, оперта на високі ідейно-естетичні критерії;
- По-напостівськи витлумачена, вихолощена за зразками та уподобаннями командно-адміністративної системи, перенасиченої надреволюційними фразами.

Від цих двох різноспрямованих ліній літературної дискусії проростало чимало фрагментарних гілок: сутичка між Хвильовим та Поліщуком, оборона Зерова та Тичини від нетолерантних нападів «динаміста-спіраліста» Поліщука, нещадна критика його примітивізму; полеміка між «Пролітфронтом», основне ядро якого складали недавні ваплітяни, та панфутуристами.

### Микола Хвильовий
Гасла: Європа чи просвіта; психологічна Європа; азійський ренесанс; романтика вітаїзму; Україна чи Малоросія.
Хвильовий у статті Яковенка першим спромігся побачити ще ледь помітну лиховісну тінь тієї консервативної сили, що здатна не лише деформувати, а й повністю дискредитувати літературу як художнє явище саме тоді, коли перед нею розкриваються широкі творчі перспективи. Він першим ударив на сполох з приводу «каналізації» творчості, пов'язаної з масовізмом, коли перед усіма, хто тільки навчився писати, відкривалися сторінки тогочасної періодики. Поняття таланту не бралося до уваги; діти трудящих, нарешті визволені з-під віковічного гноблення, мають нарешті можливість, оволодівши літературною технікою, стати письменниками. Масовізм, педальований пролеткультівцями, раппівцями і плужанами, не мав нічого спільного з пробудженням природного інтересу до мистецтва найширших народних мас, звідки прийшли у літературу Сосюра, Сенченко, Головко, Мисик.
Хвильовий закликав не спекулювати демократичними гаслами, не дезорієнтовувати здібну молодь «від плуга й верстата». «Ленін не хотів з хороших робітників робити поганих артистів, як Сергій Пилипенко — митців із сутрудовників стінгазет». Він точно вказав на приховану за лаштунками «червоної просвіти» небезпечну тінь літературного чиновника (до якого й апелював Г. Яковенко, радячи утворювати «при редакціях журналів і газет контрольні секції з людей ідеологічно витриманих», тобто цензуру, яка б контролювала "рецензії штампованих письменників), позбавленого чуття прекрасного, відповідальності за свої слова, здатного понівечити мистецтво.
У «Третьому листі до молодої молоді» Хвильовий розкрив залежність «Плугу» з його «червоною просвітою» від російського пролеткульту, від «вузьколобих ідеологів „напостівства“, „октябризму“» і т. д. Справжнє джерело «червоної просвіти» — вульгарна соціологія, що спиралася на погляди, в яких однобоко тлумачилися положення марксизму про природу мистецтва, спрощувався до невпізнання і схематизувався історично-літературний процес.
Хвильовий викривав культивування дилетантства та хуторянства, адміністративного стилю в художній діяльності, підміну естетичних категорій неестетичними (С. Пилипенко, М. Биковець, Г. Яковенко). Створив не надто привабливий образ усіляких «енків», «овців», «Гаркун-Задунайських», які стали провідниками пролеткультівсько-«просвітянських» ідей.
Ідею С. Пилипенка про мистецтво як будування життя шкідливою через шкідливу для художньої діяльності тенденцію безперешкодної політизації. Покликання митців для Хвильового полягає у пізнанні розмаїтого життя — не пасивному чи ілюстративному, а в перейнятому пафосом творчого осмислення дійсності, постійного революційного її оновлення. «Гряде могутній азійський ренесанс в мистецтві і його предтечами є ми, „олімпійці“». Хвильовий вбачав у соціалістичних перетвореннях суспільства передумови для потужного духовного поступу і розквіту.

### ВАПЛІТЕ
Невідповідність організаційних форм, невичерпна енергія Хвильового, щире прагнення вивести українську культуру та літературу на світовий рівень призвели до утворення ВАПЛІТЕ на підставі наради письменників Харкова від 14 жовтня 1925 року. Угруповання складалося з колишнього активу «Гарту», частини творчої молоді «Плугу», «Аспанфуту», «Жовтня», що об'єдналися з метою зосередити свою увагу навколо літературних і взагалі мистецько-культурних завдань, власною художньою практикою припинити «дискусійну лихоманку» (М. Яловий). У ній мала панувати позбавлена політизації товариська атмосфера вільного змагання митців, а командному, неприпустимому в літературі методу протистояв би фаховий метод, що базувався б на глибоких знаннях, культурі, інтелігентності, взаємоповазі та логіці переконань (про це йшлося в Резолюції ЦК РКП(б) від 1925 р.).

### «Плуг»
Плужани закликали до створення абсолютно нової — на противагу «буржуазній» — класово «чистої», що відповідає свідомості пролетаріату, художньої якості.
Сергій Пилипенко — керівник організації селянських письменників «Плуг». Зачеплений памфлетами Хвильового, активно втрутився в дискусію рядом статей «Куди лізеш, сопливе, або українська воронщина», «Тов. Хвильовий у ролі літпопа», «Від агітації до пропаганди». Наводив аргументи про відмінність мистецтва професіоналів від мистецтва непрофесіоналів як відмінність лише кількісну. У статтях зробив спробу поставити в один ряд письменників і робсількорів, ототожнити «просвітительство» з ліквідацією неписьменності, абсолютизувати масовізм як єдино можливе джерело літературного поповнення. «Масовізм — наша позитивна програма і його ми не зречемось».
Все ж дискусія вплинула на «Плуг», призвела до зменшення кількості її членів; вже восени 1925 року з 222 членів залишилося 136. Третій з'їзд «Плугу» відмовився від організаційного керування багатьма літгуртками, де панував дух політосвіти, а не творчості, і секції були розпущені. На четвертому з'їзді (у травні 1927 року) «Плуг» остаточно зрікся масовізму і було проведено другу перереєстрацію плужан.
Проте на межі 20-х і 30-х року знову відбувся призов ударників у літературу без урахування їхніх творчих здібностей.

### Київські неокласики
Микола Зеров у статті «Євразійський ренесанс чи пошехонські сосни» обмірковує творчі шукання сучасних йому письменників, робить наголос на питаннях:
1) Засвоєння величезного досвіду всесвітнього письменства, тобто хороша літературна освіта і вперта систематична робота коло перекладів;
2) Вияснення нашої класики і переоцінка нашого літературного надбання;
3) Мистецька вибагливість, підвищення технічних вимог початкуючих письменників.

### Осібні учасники

#### Кость Буревій
Кость Буревій, хоч на 1925 рік не був особливо заглиблений в українське культурне життя, втрутився в літературну дискусію книжкою «Європа чи Росія», де виступив опонентом Хвильового, закидаючи останньому ідеалізацію Європи і недооцінку вартостей російської художньої літератури. Ця праця викликала рішучий протест Миколи Хвильового (див. його памфлет «Апологети писаризму»).

#### Валер'ян Поліщук
1924 року Валер'ян Поліщук закликав українське письменство «вилізти з провінції, показати себе, віддати свого і взяти потрібного з перших рук». Гасло: «Дайош Європу через культурний вимін».